# Perichaeta madagascarensis
Perichaeta madagascarensis – gatunek ziemnego skąposzczeta z rodziny Megascolecidae.

## Występowanie
Gatunek ten jest endemitem Madagaskaru.